# Parc national de Hainich
Le parc national de Hainich (Nationalpark Hainich) est un parc national allemand situé en Thuringe, d'une superficie de 7 500 ha, créé le 31 décembre 1997. Son principal objectif est la protection des forêts anciennes de hêtres et, depuis le 25 juillet 2011, il est inscrit à ce titre sur la liste du patrimoine mondial.
La faune du parc comprend des chats sauvages, 15 espèces de chauves-souris, 7 espèces de pics et plus de 500 types de coléoptères.

## Écosystème
L’objectif du parc national de Hainich est de restaurer une grande partie de la forêt d’Europe centrale à son état primordial. Le parc couvre une zone autrefois utilisée pour l’entraînement militaire, avec environ 50 km2 de forêt de feuillus. À l’avenir, la hêtraie devrait s’étendre pour couvrir la majeure partie de la superficie du parc.

## Galerie

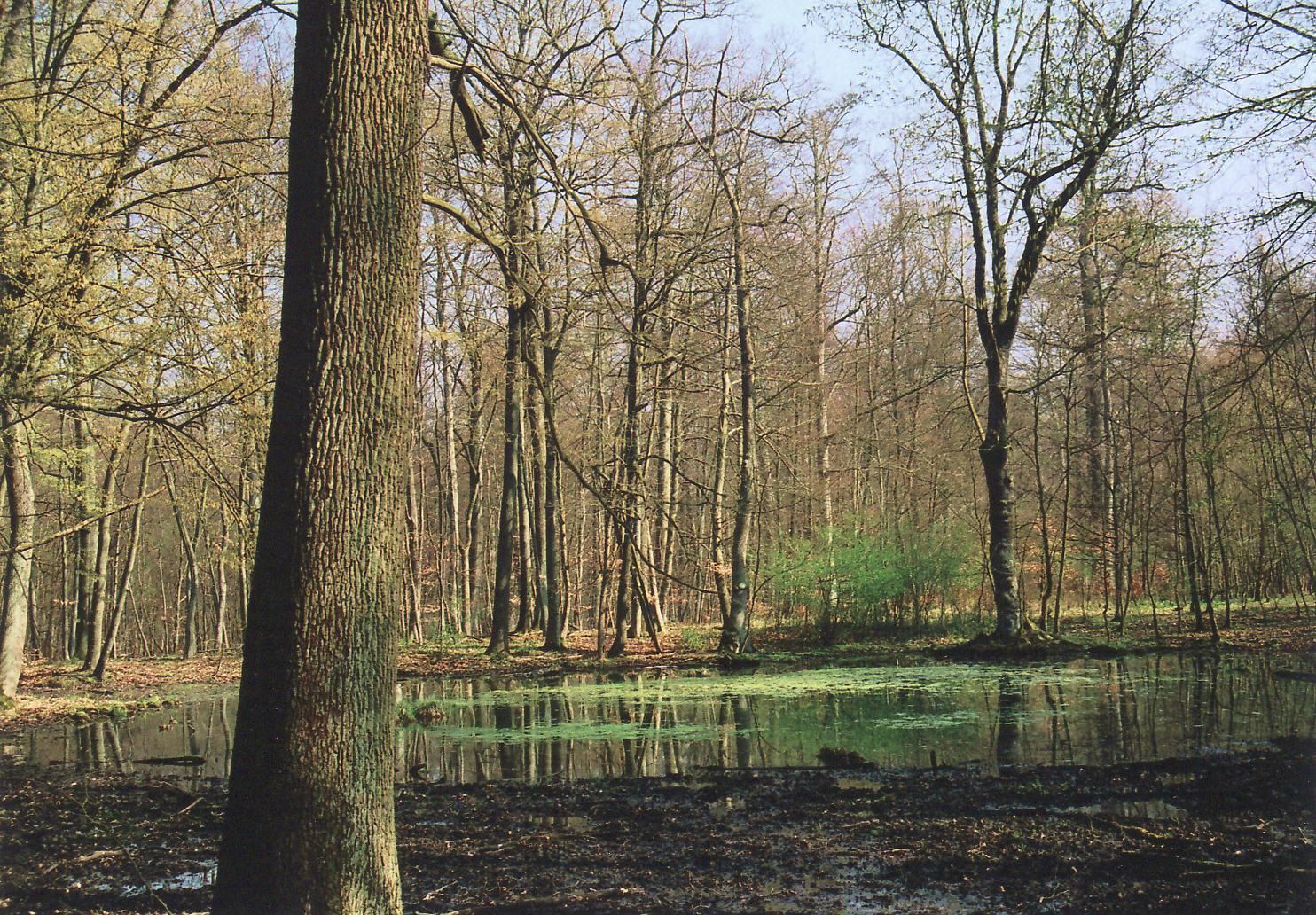
Forêts
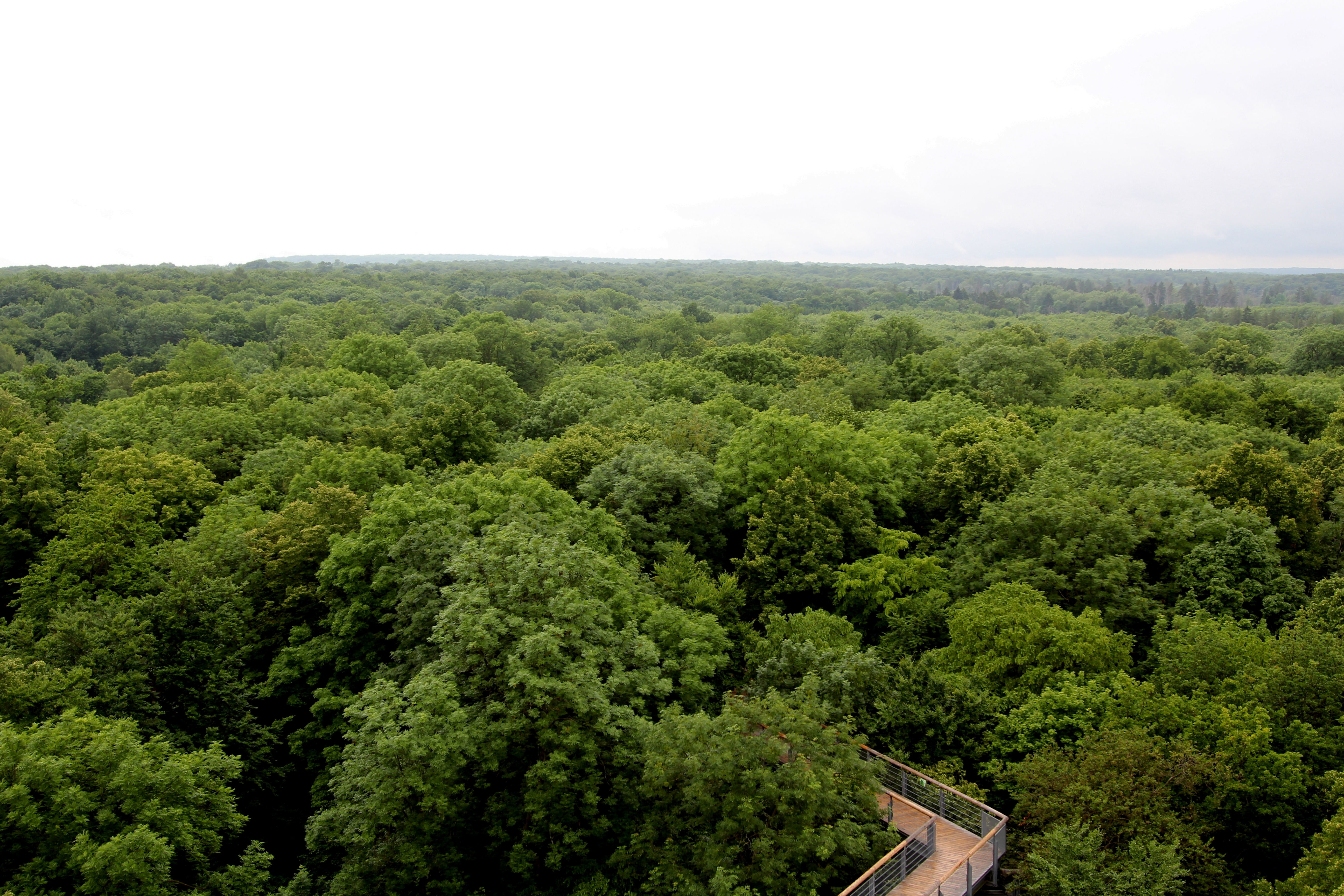
Panorama
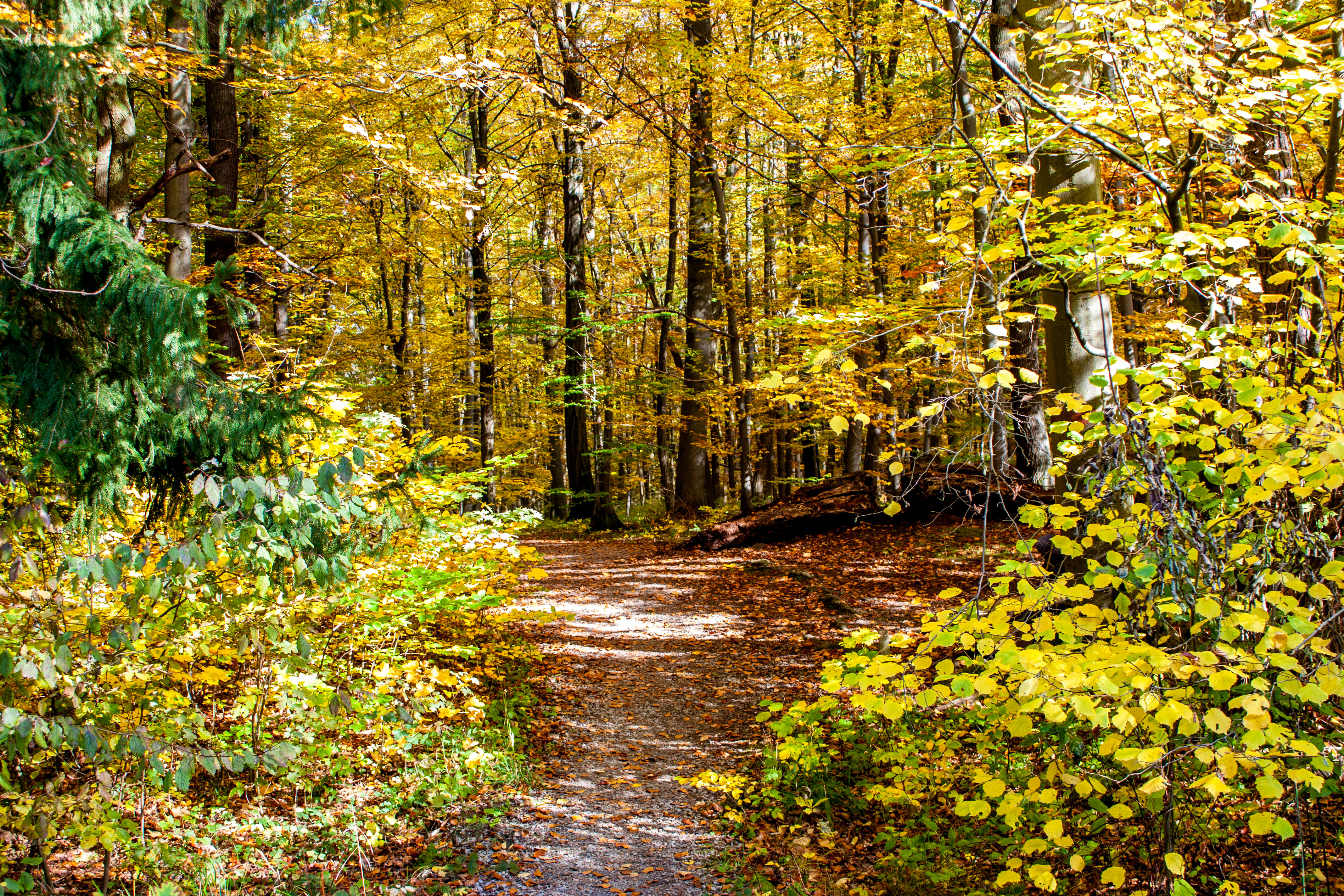
Automne
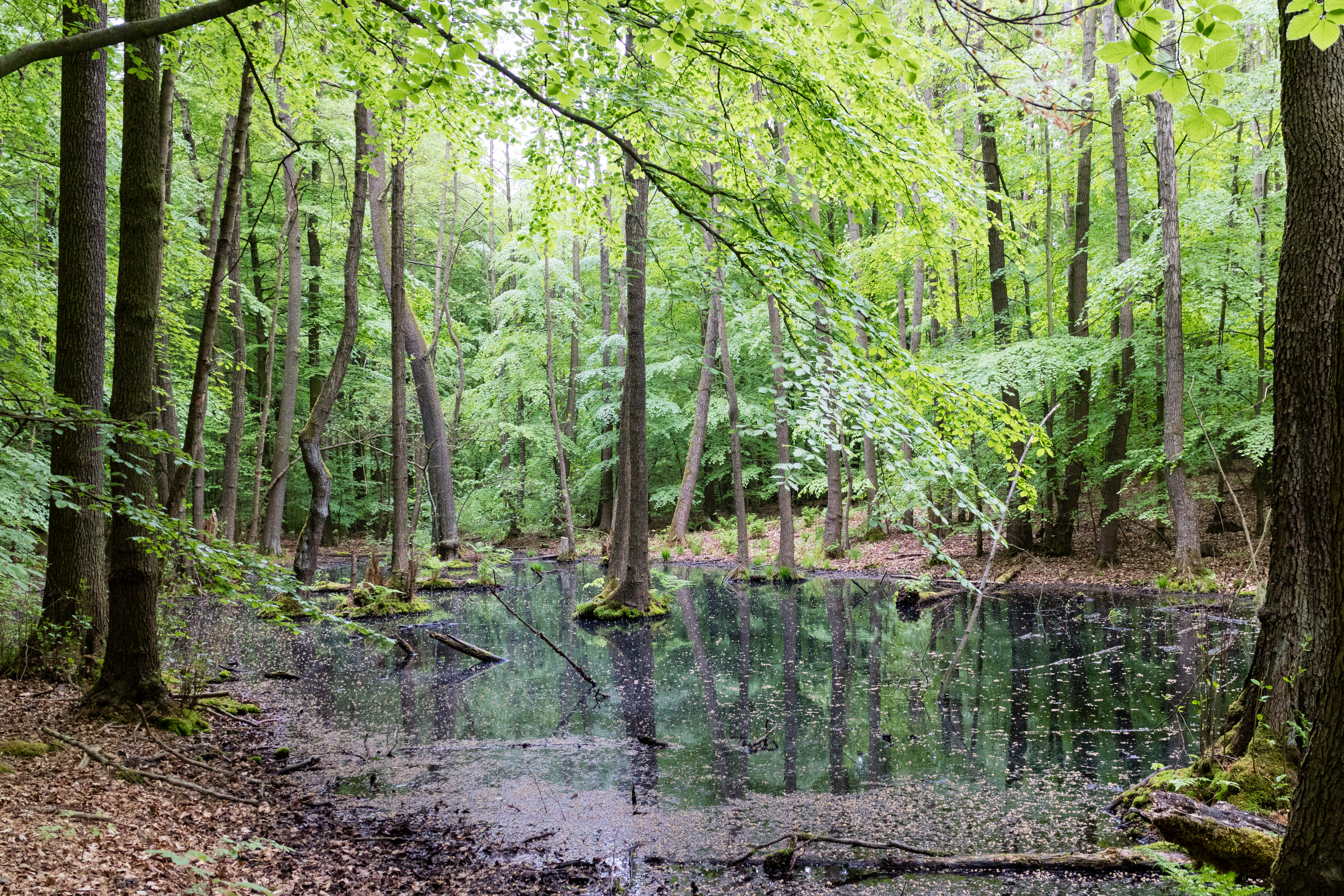
Zone inondée
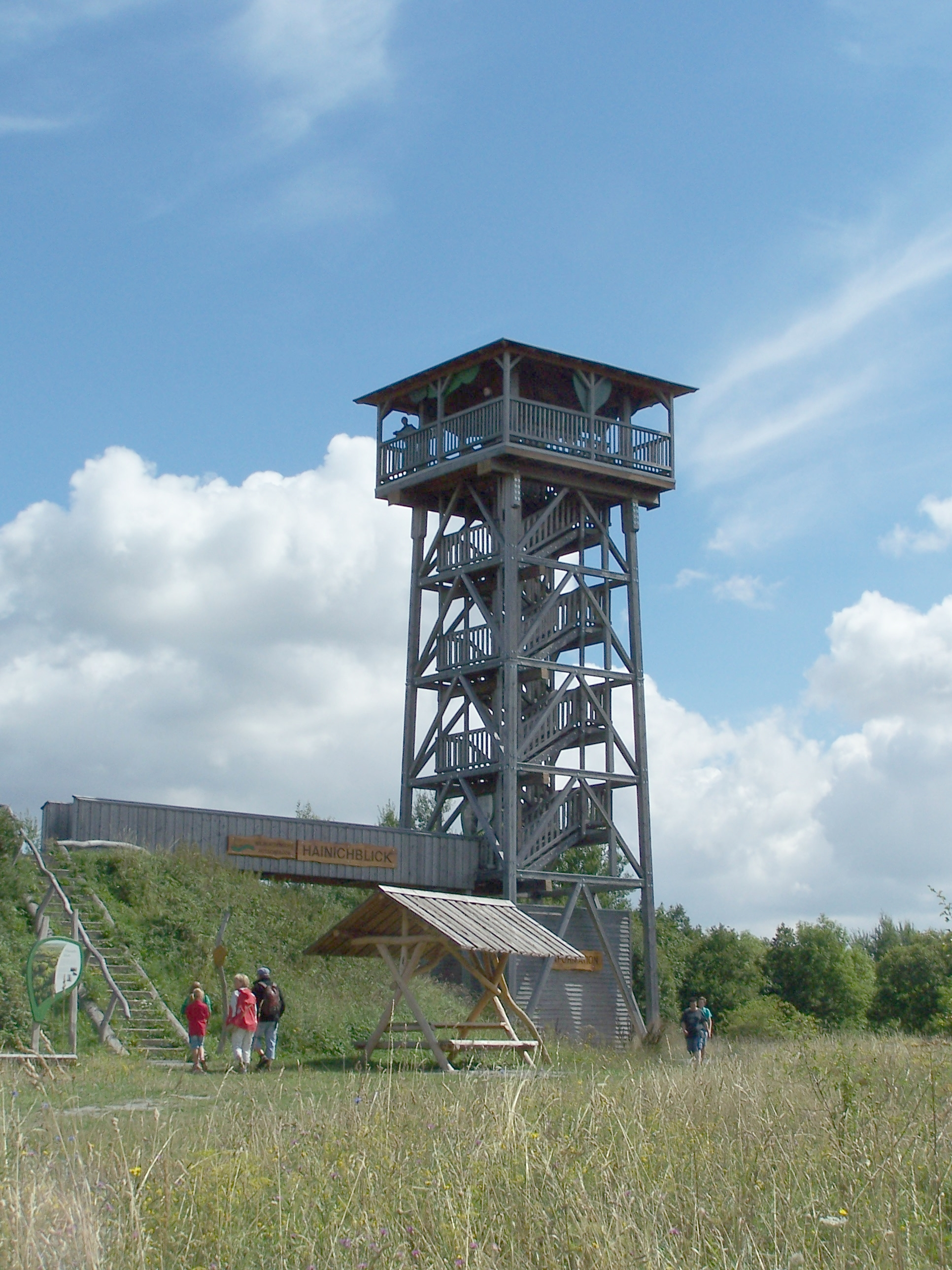
Tour d'observation

## Source
- (de) Cet article est partiellement ou en totalité issu de l’article de Wikipédia en allemand intitulé « Nationalpark Hainich » (voir la liste des auteurs).